# 音咲いつき
音咲 いつき（おとさき いつき、1992年6月27日 - ）は、日本の女優。元宝塚歌劇団星組の娘役。
神奈川県藤沢市、市立御所見中学校出身。身長165cm。愛称は「いーちゃん」、「まい」、「音ちゃん」。本名は齋藤麻衣。

## 来歴
2008年、宝塚音楽学校入学。
2010年、宝塚歌劇団に96期生として入団。入団時の成績は6番。月組公演「THE SCARLET PIMPERNEL」で男役として初舞台。その後、星組に配属。
2017年8月7日付で娘役へと転向。
2018年のショー「Killer Rouge」で初のエトワールに抜擢。
2023年8月27日、「1789-バスティーユの恋人たち-」東京公演千秋楽をもって、宝塚歌劇団を退団。

## 宝塚歌劇団時代の主な舞台

### 初舞台
- 2010年4 - 5月、月組『THE SCARLET PIMPERNEL（スカーレット ピンパーネル）』（宝塚大劇場のみ）

### 星組男役時代
- 2010年7 - 8月、『ロミオとジュリエット』（梅田芸術劇場・博多座）
- 2010年10 - 12月、『宝塚花の踊り絵巻』『愛と青春の旅だち』 - 新人公演：少年ザック（本役：稀鳥まりや）
- 2011年2月、『愛するには短すぎる』『ル・ポァゾン 愛の媚薬II』（中日劇場）
- 2011年4 - 7月、『ノバ・ボサ・ノバ』『めぐり会いは再び』
- 2011年8 - 9月、『ノバ・ボサ・ノバ』『めぐり会いは再び』（博多座・中日劇場）
- 2011年11 - 2012年2月、『オーシャンズ11』 - 新人公演：ターク・モロイ（本役：天寿光希）[4]
- 2012年5 - 8月、『ダンサ セレナータ』 - 新人公演：カミーロ（本役：壱城あずさ）『Celebrity』
- 2012年9月、『ジャン・ルイ・ファージョン-王妃の調香師-』（バウホール・日本青年館） - モーリス
- 2012年11 - 2013年2月、『宝塚ジャポニズム〜序破急〜』『めぐり会いは再び 2nd〜Star Bride〜』 - 新人公演：シリウス（本役：如月蓮）『Étoile de TAKARAZUKA（エトワール ド タカラヅカ）』
- 2013年3 - 4月、『南太平洋』（ドラマシティ・日本青年館） - ヨーマン・クエイル
- 2013年5 - 8月、『ロミオとジュリエット』 - 新人公演：パリス伯爵（本役：天寿光希／壱城あずさ）[4]
- 2013年10月、『日のあたる方（ほう）へ』（ドラマシティ・日本青年館）
- 2014年1 - 3月、『眠らない男・ナポレオン-愛と栄光の涯（はて）に-』 - シモン、新人公演：ブリエンヌ（本役：壱城あずさ）
- 2014年5 - 6月、『太陽王〜ル・ロワ・ソレイユ〜』（東急シアターオーブ） - 宮廷人
- 2014年7 - 10月、『The Lost Glory -美しき幻影-』 - ジョー、新人公演：ドン（本役：如月蓮）『パッショネイト宝塚!』
- 2014年11 - 12月、『風と共に去りぬ』（全国ツアー） - フィル／青年
- 2015年2 - 5月、『黒豹（くろひょう）の如（ごと）く』 - セブンシーズ、新人公演：ガスパール／クレメンテ（本役：如月蓮）『Dear DIAMOND!!』
- 2015年6 - 7月、『大海賊』 - ホセ『Amour それは…』（全国ツアー）
- 2015年8 - 11月、『ガイズ&ドールズ』 - 新人公演：アーヴァイド・アバーナシー（本役：天寿光希）
- 2016年1月、『LOVE & DREAM』（東京国際フォーラム・梅田芸術劇場）
- 2016年3 - 6月、『こうもり』 - 新人公演：ラート教授（本役：汝鳥伶）『THE ENTERTAINER!』
- 2016年6月、『Bow Singing Workshop〜星〜』（バウホール）
- 2016年8 - 11月、『桜華に舞え』 - 中原尚雄／上士／祭の歌手、新人公演：西郷吉之介（隆盛）（本役：美城れん）『ロマンス!! (Romance)』
- 2017年1月、『燃ゆる風-軍師・竹中半兵衛-』（バウホール） - 明智光秀
- 2017年3 - 6月、『THE SCARLET PIMPERNEL（スカーレット ピンパーネル）』 - ジャンヌ
- 2017年7 - 8月、『阿弖流為-ATERUI-』（ドラマシティ・日本青年館） - 諸絞[4]

### 星組娘役時代
- 2017年9 - 12月、『ベルリン、わが愛』 - レビューガール『Bouquet de TAKARAZUKA（ブーケ ド タカラヅカ）』
- 2018年4 - 7月、『ANOTHER WORLD』『Killer Rouge（キラー ルージュ）』 初エトワール[4]
- 2018年8 - 11月、『Thunderbolt Fantasy（サンダーボルト ファンタジー）東離劍遊紀（とうりけんゆうき）』 - 傀儡師『Killer Rouge／星秀☆煌紅』（梅田芸術劇場・日本青年館・國家戯劇院・高雄市文化中心至徳堂） エトワール[4]
- 2019年1 - 3月、『霧深きエルベのほとり』 - ハイデ『ESTRELLAS（エストレ―ジャス）〜星たち〜』
- 2019年5月、『アルジェの男』 - イヴ『ESTRELLAS（エストレ―ジャス）〜星たち〜』（全国ツアー）
- 2019年7 - 10月、『GOD OF STARS -食聖-』 - ドラゴンボートの歌手『Éclair Brillant（エクレール ブリアン）』
- 2019年11 - 12月、『ロックオペラ モーツァルト』（梅田芸術劇場・東京建物 Brillia HALL） - ヨーゼファ・ウェーバー
- 2020年2 - 3月、『眩耀（げんよう）の谷〜舞い降りた新星〜』 - ヨナ『Ray-星の光線-』 - カゲソロ（宝塚大劇場）
- 2020年7 - 9月、『眩耀（げんよう）の谷〜舞い降りた新星〜』 - ヨナ『Ray-星の光線-』 - カゲソロ（東京宝塚劇場）
- 2020年11月、『エル・アルコン-鷹-』 - アデリーヌ『Ray-星の光線-』（梅田芸術劇場）
- 2021年2 - 5月、『ロミオとジュリエット』
- 2021年7月、『VERDAD（ヴェルダッド）!!』（舞浜アンフィシアター）[4]
- 2021年9 - 12月、『柳生忍法帖』 - お鳥『モアー・ダンディズム!』
- 2022年2月、『王家に捧ぐ歌』（御園座） - 囚人ヤナーイル
- 2022年4 - 7月、『めぐり会いは再び next generation-真夜中の依頼人（ミッドナイト・ガールフレンド）-』 - マダム・オルテンシア『Gran Cantante（グラン カンタンテ）!!』
- 2022年9月、『モンテ・クリスト伯』 - エルミーヌ『Gran Cantante（グラン カンタンテ）!!』（全国ツアー）
- 2022年11 - 2023年2月、『ディミトリ〜曙光に散る、紫の花〜』 - ソポ『JAGUAR BEAT-ジャガービート-』
- 2023年3 - 4月、『バレンシアの熱い花』 - バルバラ『パッション・ダムール・アゲイン!』（全国ツアー）
- 2023年6 - 8月、『1789-バスティーユの恋人たち-』 退団公演[4]

### 出演イベント
- 2011年11月、第51回『宝塚舞踊会』
- 2012年12月、タカラヅカスペシャル2012『ザ・スターズ!〜プレ・プレ・センテニアル〜』[注釈 1]
- 2015年11月、第6回『マグノリアコンサート・ドゥ･タカラヅカ』[4]
- 2018年2月、礼真琴ディナーショー『MOMENT』[6]
- 2021年11月、愛月ひかるディナーショー『All for LOVE』[7]

## 宝塚歌劇団退団後の主な活動

### 舞台
- 2025年1月、『星の王子さま』（博品館劇場） - ぼく（飛行士）[8]
- 2025年3月、『TARKIE〜伝説の女たち〜』（よみうりホール）[9]
- 2025年4月、『夢の値段』（シアター・アルファ東京）[10]